# Baccano!
Baccano! (バッカーノ!, Bakkāno!, litt. boucan! en italien) est une série de light novels écrite par Ryōgo Narita avec des illustrations de Katsumi Enami. La série comporte vingt-et-un tomes en octobre 2013.
La série est adaptée en manga par Ginyū Shijin entre décembre 2006 et février 2008 ainsi qu'en anime de seize épisodes, réalisé par Takahiro Ōmori et produit par Brain's Base, diffusé au Japon à partir du 26 juillet 2007. L'anime est diffusé par Ankama en streaming et est édité en DVD par Black Box. Un second manga, dessiné par Shinta Fujimoto, est prépublié entre octobre 2015 et janvier 2017 dans le magazine Young Gangan et publié en volumes reliés par Square Enix.

## Synopsis
1932. Une petite fille nommée Carole et le directeur adjoint du journal Daily Days, Gustave Saint-Germain, cherchent à expliquer le déraillement du célèbre train transcontinental « Flying Pussyfoot », accident qui a provoqué de nombreuses victimes. Ils ne savent par où commencer, car trois histoires (voire quatre si l'on considère que les événements de 1711, objets d'un unique épisode, forment un véritable arc) sont à raconter pour appréhender l'ensemble.
1711. À bord du navire « Advena Avis », qui est en route pour l'Amérique, des alchimistes, notamment Maiza Avaro, Szilard Quates et Huey Laforet, invoquent un démon qui donne à tout l'équipage un élixir d'immortalité et d'invulnérabilité. Toutefois, les immortels peuvent tout de même être tués par leurs semblables, qui acquièrent ainsi de surcroît l'esprit et les connaissances de leurs victimes. Une autre règle est que les immortels sont obligés de se présenter sous leur véritable identité en présence d'au moins un de leurs congénères. Sous le regard effrayé du jeune Czeslaw Meyer, Quates tente de tuer toutes les personnes présentes pour essayer de s'approprier le secret de l'élixir.
1930. À New York, Maiza Avaro, désormais influent membre du groupe mafieux « Martillo », issu de la Camorra napolitaine, prend sous son aile le jeune Firo Prochainezo, nouvelle recrue du gang. Il ignore alors que Szilard Quates, accompagné de son homonculus, Ennis, arrive en ville pour commercialiser l'élixir, enfin en voie d'être prêt. Pour le contrer, Maiza et Firo reçoivent l'aide de deux drôles d'hurluberlus : Isaac Dian et Miria Harvent.
1931. Czeslaw Meyer embarque à bord du « Flying Pussyfoot » pour aller tuer Maiza à New York. Mais le voyage, entre la prise d'otages organisée par la fille de Huey Laforet, Chane, les meurtres commis par Ladd Russo et le « Rail Tracer », la tentative de vol opérée par le gang de Jacuzzi Splot, et les facéties d'Isaac et de Miria, ne s'annonce pas de tout repos.
1932. Ève Genoard tente désespérément de retrouver son frère Dallas, disparu depuis qu'il a rencontré Szilard Quates et les Gandor, il y a deux ans.

## Personnages

### Personnages principaux
Isaac Dian
Seiyû : Masaya Onosaka, Voix française : Marc Wilhelm
Il forme avec Miria Harvent un tandem de voleurs idiots et naïfs, quoiqu'efficaces dans leurs menus larcins. Il est le « cerveau » du duo dans la mesure où il est celui qui propose tous les projets loufoques, Miria se contentant d'acquiescer avec ébahissement aux idées « géniales » de son compagnon. Présent avec Miria à tous les arcs, il acquiert en 1930 l'immortalité en ingérant par erreur le breuvage de Szilard Quates (qui a été malencontreusement pris pour un alcool par toute une assemblée lors d'une fête célébrant Firo Prochainezo), est présent à bord du « Flying Pussyfoot » en 1931, et enfin cambriole la villa d'Ève Genoard en 1932, non sans réconforter au passage la jeune fille angoissée par la disparition de son frère. Son optimisme et sa joie de vivre sont à toute épreuve.
Miria Harvent
Seiyû : Sayaka Aoki, Voix française : Sandra Vandroux
Complice d'Isaac Dian avec lequel elle fait les 400 coups, elle réussit l'exploit d'être encore plus bête que son partenaire, se satisfaisant de répéter systématiquement toutes ses phrases idiotes et de le suivre, avec un optimisme béat qui ne se dément jamais, dans tous ses projets délirants. Elle aussi devient accidentellement immortelle en 1930, ce dont elle ne prendra conscience qu'en 2001, lorsqu'elle constatera qu'à plus de 90 ans, elle en paraît toujours vingt...
Firo Prochainezo
Seiyû : Hiroyuki Yoshino, Voix française : Justine Hostekint
Nouvelle recrue de la famille Martillo, il est, dans un premier temps, chaperonné par Maiza Avaro. Très surpris par les capacités de régénération de son nouveau compagnon, il en découvre finalement l'origine en rencontrant Dallas Genoard (à qui il inflige d'ailleurs au passage une monumentale correction) et Ennis, dont il tombe amoureux. Il devient malgré lui immortel lors de la fête donnée en son honneur par le clan Martillo (et où il rencontre Miria et Isaac). Lorsque les festivités sont interrompues par Szilard Quates, venu tuer Maiza, il fait l'impossible, avec Isaac et Miria, pour défendre son ami, mais sans succès puisque Szilard est immortel. Finalement, Ennis se retourne contre son maître et indique à Firo comment l'anéantir. Ainsi devenu immortel et possesseur des connaissances de Quates, Firo s'installe avec Ennis et noue de profonds liens d'amitié avec Isaac et Miria. Il est également ami avec Luck Gandor, malgré la différence de clan. Firo Prochainezo est un personnage extrêmement charismatique avec son éternel feutre sur la tête et son style de combat très particulier, bien que redoutablement efficace.
Maiza Avaro
Seiyû : Mitsuru Miyamoto, Voix française : Laurent Pasquier
Alchimiste, en compagnie de son frère, sur l'Advena Avis en 1711, Maiza est un des immortels originels. Il était à ce moment un ami de Huey Laforet. Il s'est par ailleurs méfié de Szilard Quates, qu'il soupçonne, à juste titre d'ailleurs, d'avoir « mangé » son frère. En 1930, il est devenu l'un des boss du clan Martillo à New York, et supervise la nouvelle recrue, Firo Prochainezo. Il affronte Szilard, qui vient d'arriver en ville, mais a le dessous, et ne doit de rester sauf qu'à l'intervention de Firo, à qui il explique ensuite toute l'histoire. En 1931, il reconnaît Czeslaw Meyer à la gare de New York, et le prend sous son aile.
Szilard Quates
Seiyû : Kinryū Arimoto, Voix française : Jean-Marc Galéra
Lui aussi alchimiste sur l'Advena Avis en 1711, il souhaite, sitôt devenu immortel, recréer l'élixir. N'ayant qu'une connaissance parcellaire de la composition de ce dernier, il cherche à savoir si un autre immortel a plus d'informations. Il entreprend en conséquence de manger le plus de ses congénères possible (notamment le frère de Maiza), sans succès. En 1930, il est à la tête d'une société secrète cherchant à créer l'élixir d'immortalité. Il arrive à New York où l'un de ses hommes, Barnes, a enfin réussi à mettre au point le breuvage tant désiré. Malheureusement pour lui, Barnes a été attaqué par un petit voyou du nom de Dallas Genoard, qui a dérobé les flacons, pensant qu'il s'agissait d'un alcool qu'il pourrait revendre au marché noir (nous sommes alors en pleine prohibition). Quates envoie alors son homonculus, Ennis, à la recherche des élixirs. Lorsqu'il retrouve leur trace, à la fête de Firo, il est trop tard : toute l'assemblée est devenue immortelle. Il reconnaît alors Maiza, et tente de l'éliminer et d'ingérer ainsi de nouvelles connaissances. Mais il se heurte à Firo, Isaac, Miria et Ennis, qui le trahit. Il est finalement tué par Firo.
Ennis
Seiyû : Sanae Kobayashi, Voix française : Sandra Vandroux
Homonculus créé par Szilard Quates. En principe dénuée de tout sentiment, elle tombe pourtant amoureuse de Firo Prochainezo. Troublée par ce qu'elle ressent, elle échoue dans sa mission de retrouver l'élixir volé, et se rallie finalement à Firo en lui indiquant comment éliminer Szilard.
Luck Gandor
Seiyû : Takehito Koyasu, Voix française : Waléry Doumenc
Membre dirigeant, avec ses deux frères aînés, de la famille Gandor, un clan mafieux rival des Russo, des Runorata et des Martillo. En dépit des divergences dues au business, Luck est ami d'enfance avec Firo Prochainezo, et s'entend également bien avec Maiza Avaro. Il devient immortel en 1930 à la fête de son ami Firo. Il est par ailleurs le responsable de la disparition de Dallas Genoard, qu'il a enfermé dans un cube de béton lesté avant de le jeter ainsi dans la rivière. Précisons que ce n'est pas un meurtre puisqu'il savait pertinemment que Dallas est immortel.
Keith Gandor
Frère aîné de la famille Gandor. À ce titre, il dirige la mafia du même nom. Il devient immortel en 1930. Il apparaît peu dans l'anime, bien que figurant au générique parmi les personnages principaux. Il ne dit pas un seul mot de tout l'anime.
Berga Gandor
Seiyû : Kenta Miyake
Frère cadet de la famille Gandor. Il devient immortel en 1930. Il apparaît peu dans l'anime, bien que figurant au générique parmi les personnages principaux.
Dallas Genoard
Seiyû : Atsushi Imaruoka, Voix française : Julien Dutel
Petit voyou idiot et arrogant depuis qu'il a rompu avec sa richissime famille, il est à la tête d'une lamentable équipe de Pieds-Nickelés en cheville avec la famille Runorata. En 1930, alors qu'il erre avec sa bande dans les rues de New York, il rencontre par hasard Firo. Se fiant à tort au physique plutôt frêle du jeune mafieux, il l'attaque pour le dépouiller, et se fait détruire en quelques secondes. Il tombe ensuite sur le vieux Barnes, et lui dérobe l'élixir d'immortalité, croyant à tort qu'il s'agissait d'alcool. Capturée par Ennis, sa bande est contrainte par Szilard Quates de boire la potion à titre expérimental. Fort de ses nouveaux pouvoirs, Dallas, pour impressionner ses employeurs, décide d'investir la taverne des Gandor. Une nouvelle erreur qui lui vaudra d'être enfermé dans un bloc de béton jeté ensuite dans la rivière. En 1932, la famille Runorata, à qui il doit de l'argent, et sa sœur Ève se mettent à sa recherche.
Ève Genoard
Seiyû : Marina Inoue, Voix française : Amandine Longeac
Sœur cadette de Dallas, héritière d'une riche famille. En 1932, elle se lance à la recherche de son frère disparu depuis deux ans. Elle reçoit, dans cette optique, l'aide matérielle de la rédaction du « Daily Days » et l'aide morale d'Isaac et Miria, émus par l'histoire de la jeune fille (ce qui ne les empêche pas de repartir avec une bonne partie du contenu de la villa des Genoard). Elle se heurte aux hommes de main des Runorata, qui sont eux aussi aux basques de Dallas.
Chane Laforet
Seiyû : Ryō Hirohashi
Elle est la fille d'Huey Laforet et l'écoute au doigt et à l'œil, quand son père lui a donné le secret de l'immortalité, il la fit promettre de ne jamais l'utiliser et de ne le répéter à personne. Pour lui prouver son dévouement, Chane lui donna sa parole et devint muette, cependant elle n'est pas immortelle. Huey ayant été emprisonné sur ordre de l'influent sénateur Bériam, elle et les hommes de son père décident, en 1931, de prendre en otage les passagers du « Flying Pussyfoot », parmi lesquels la femme et la fille du sénateur, dans le but d'obtenir par chantage la libération d'Huey. Mais les présences imprévues à bord de Ladd Russo, Claire Stanfield, Czeslaw Meyer et Jacuzzi Splot contrecarrent leurs projets. Après une multitude de coups de feu meurtriers dans le train, Chane affronte Ladd sur le toit. Claire, qui a un faible pou elle, interrompt leur combat en éjectant Ladd par-dessus bord. Chane, subjuguée, écoute sans réagir Claire lui donner rendez-vous à New York.
Ladd Russo
Seiyû : Keiji Fujiwara, Voix française : Michaël Maïnö
Neveu du parrain de la famille mafieuse éponyme. Son seul but dans la vie est de tuer le plus possible et le plus sanguinairement possible. Il apprécie particulièrement que sa victime « se soit imaginée qu'elle pouvait me battre ». Bref, c'est un vrai psychopathe, et même son oncle ne lui fait pas confiance. Avec ses hommes, il fait régner la terreur à bord du « Flying Pussyfoot » en massacrant tous les hommes de Chane. Il « tue » aussi Czeslaw Meyer, sans se douter que faire exploser en mille morceaux la tête du jeune garçon n'a en réalité aucun effet. Il est en revanche furieux qu'un homme non identifié (Claire Stanfield en fait) se permette d'éliminer ses hommes. Il affronte Chane sur le toit, et se montre très impressionné par la rapidité et la maîtrise de la jeune femme. Excité par ce combat, il est mécontent de l'irruption de Stanfield, et entreprend de se débarrasser sans délai du gêneur. Mais, à son immense surprise, il tombe pour la première fois de sa vie sur plus fort que lui, et est propulsé hors du train. Il perd un bras dans l'opération, ce qui ne lui inspire qu'un rire dément.
Lua Klein
Seiyû : Eri Yasui, Voix française : Sarah Cornibert
Fiancée de Ladd. Le seul objectif qui l'anime est la perspective d'être abominablement assassiné par son mari, qui en salive d'avance. Elle est éjectée hors du train en même temps que lui. Malgré le statut de personnage principal que lui confère le générique, son rôle dans l'anime est insignifiant.
Claire Stanfield, alias « Vino », alias le « Rail Tracer »
Seiyû : Masakazu Morita, Voix française : Pascal Gimenez
Célèbre tueur à gages également connu sous le surnom de « Vino », Claire Stanfield échappe à la police grâce à sa faculté à endosser n'importe quelle identité. Il est par ailleurs un membre éloigné de la famille Gandor. Pour aller voir cette dernière, il embarque à bord du « Flying Pussyfoot » sous le déguisement d'un contrôleur. À première vue complètement fou et sanguinaire, il possède en fait un certain sens de la justice cependant perverti par une insensibilité totale et une absence absolue de pitié, ce qui le poussera à massacrer une bonne partie des hommes de Ladd et des fidèles à Laforet. Dans un premier temps, Jacuzzi le prendra pour le « Rail Tracer », du nom d'un monstre légendaire qui monterait parfois à bord des trains. Combattant inégalable, il domine aisément Ladd lors du duel les opposant. Il tombe amoureux de Chane, et lui donne rendez-vous. Il se montre aussi très intéressé par les capacités régénératives de Czeslaw Meyer, et l'entend demander à Ladd la mort de tous les passagers dans le train : souhaitant le punir, mais ne pouvant le tuer, il opte pour une séance de torture extrême, et semble prendre un certain plaisir à expérimenter l'immortalité de sa victime. Sa conception de la justice ne le pousse cependant qu'à massacrer (ou torturer) les personnes qu'il juge mauvaises ; c'est pour cela qu'il épargne notamment Rachel ainsi que le gang de Jacuzzi Splot.
Jacuzzi Splot
Seiyû : Daisuke Sakaguchi, Voix française : Damien Laquet
Jeune, timide, très craintif, hypersensible, pleurnichard, à l'apparence douce et gentille (avec un curieux tatouage sur la figure), et pourtant... chef incontesté d'un redoutable gang. Sa tête fait même l'objet d'une prime élevée. Aussi incroyable qu'il y paraît, ses hommes le respectent et obéissent sans discuter à ses ordres. Peut-être parce qu'il est secondé par la terrible Nice Holystone, mais plus vraisemblablement parce qu'il prend son courage à deux mains lorsque la situation l'exige réellement (quand ses compagnons sont en danger par exemple). Dans ce cas, il se révèle alors être un adversaire puissant (le chef des hommes de Huey en fera d'ailleurs l'expérience). A bord du « Flying Pussyfoot », il fait la connaissance de Miria, d'Isaac et de Czeslaw Meyer. Quand le barman leur raconte l'histoire du « Rail Tracer », il s'enfuit en pleurant prévenir le chauffeur... qu'il trouve dans une mare de sang. Persuadé que le « Rail Tracer » est à bord, il retourne prévenir ses compagnons du danger. Entre-temps, le wagon a été simultanément investi par les hommes de Chane et ceux de Ladd. Il tente ensuite tant bien que mal d'échapper à tout le monde. Finalement, il affronte le leader du commando des Laforet, et parvient à le jeter sur les rails, bien que celui-ci dispose d'un lance-flammes. Il est amoureux de Nice, son amie d'enfance. Il prend l'initiative du premier baiser, juste avant de monter sur le toit pour affronter le lance-flammes.
Nice Holystone
Seiyû : Yuu Kobayashi, Voix française : Sarah Cornibert
Bras droit de Jacuzzi Splot dont elle est l'amie d'enfance. Elle est borgne à la suite d'une expérience avec des explosifs qui a mal tourné lorsqu'elle était petite. Elle est en effet une spécialiste des explosifs. Amoureuse depuis toujours de Jacuzzi, elle l'embrasse à bord du « Flying Pussyfoot ». Elle est très tendre avec lui, ne cessant de le réconforter à chacune de ses (nombreuses) crises de panique ou de pleurs.
Czeslaw Meyer
Seiyû : Akemi Kanda, Voix française : Elise Gamet
Jeune garçon devenu immortel en 1711 sur l'Advena Avis. Il est prisonnier pendant des années d'un des alchimistes immortels qui pratique sur lui de terribles expériences. Il en tirera la conclusion que la seule solution pour ne pas souffrir est de cacher son immortalité, et surtout de « manger » tous les autres immortels avant d'être leur victime. Il se rend d'ailleurs à New York pour tuer Maiza Avaro, ayant appris que celui-ci se trouvait là-bas. Une fois à bord du « Flying Pussyfoot », il indique malgré lui son véritable nom, et en conclut logiquement qu'il y a un immortel à sa table (deux en fait : Miria et Isaac). Il cherche donc à tout prix à l'identifier pour l'éliminer, et tente par exemple de convaincre Ladd de détruire tout le train (pour voir qui survit), sans succès. Il est ensuite torturé par Claire Stanfield. Il trouve alors refuge auprès d'Isaac et de Miria, dont il apprécie très vite la gentillesse et la bonne humeur. Alors qu'il est sur le point de tomber du train, il est sauvé par ses deux nouveaux amis, mais se rend compte à cette occasion de leur immortalité (grâce à des coupures qui cicatrisent trop vite). Troublé, car Isaac et Miria se montrent très gentils, il renonce à ses projets meurtriers à leur égard. Lorsqu'il descend à la gare de New York, il aperçoit Maiza, qui attend Isaac et Miria en compagnie de Firo, d'Ennis et des Gandor. Maiza le reconnaît et, après un instant de surprise, lui adresse un grand sourire. Czeslaw se jette alors dans ses bras en pleurant.

### Personnages secondaires
Note: Certains noms varient d'une adaptation à l'autre. (Et d'un sous titrage)
Huey Laforet
Seiyû : Susumu Chiba, Voix française : Pascal Gimenez
L'un des immortels originels. C'est aussi le père de Chane, avec qui il communique par télépathie. Dans les années 1930, il est enfermé en prison sur ordre du sénateur Bériam. Peu présent dans l'anime, il a en revanche un rôle plus développé dans l'OAV.
Rachel
Seiyû : Shizuka Itou, Voix française : Sarah Cornibert
Journaliste au « Daily Days », elle est présente à bord du « Flying Pussyfoot » en 1931. Très habile, elle s'échappe par la fenêtre, pour se déplacer sur les parois extérieures du train, lorsque le wagon dans lequel elle se trouve est l'objet d'une fusillade entre les hommes de Chane et ceux de Ladd. À l'extérieur du train, elle tombe sur Claire Stanfield qui, curieusement, l'épargne. Elle aide ensuite Jacuzzi et Nice à délivrer la femme du sénateur Bériam, retenue en otage par Chane. Une fois arrivée à bon port, elle file faire le compte-rendu de ces incroyables évènements à son rédacteur en chef. Dans l'OAV, elle rencontre par hasard Claire Stanfield, qui lui demande des conseils sur la meilleure manière de s'y prendre avec Chane.
Le rédacteur en chef du « Daily Days »
Seiyû : Shô Hayami
Invisible dans l'anime, on entend simplement sa voix s'élever de derrière un bureau recouvert d'une hallucinante montagne de documents. Il complimente Rachel pour son courage dans le « Flying Pussyfoot ». Il se montre en revanche agacé par les impertinences de Nicholas Wayne.
Nicholas Wayne
Seiyû : Toru Furusawa
Journaliste au « Daily Days ». En 1931, il est présent au retour de Rachel, et ne cesse d'interrompre le récit de celle-ci, au grand dam du rédacteur en chef. En 1932, il livre à Ève tout ce qu'il sait sur la disparition de Dallas. Il refuse par contre d'aider les Runorata, pourtant venus lui poser des questions identiques.
Kakuzatō
Seiyū : Kenta Miyake
Son nom signifie « sucre en cube ». C'est un journaliste du « Daily Days » infiltré dans la famille Runorata. Censé surveiller Ève pour Gustavo Baggetta, il la laisse s'enfuir volontairement. Toujours en train de grignoter du sucre en morceaux, il aura le privilège de passer derrière la montagne de papiers pour en offrir un au rédacteur en chef.
Placido Russo
Seiyû : Kamei Saburo, Voix française : Julien Dutel
Le parrain de la famille Russo. C'est l'oncle de Ladd, mais il a des difficultés à le faire obéir.
Le sénateur Bériam
Seiyū : Kazuhiro Nakata
Influent sénateur de l'Illinois. Il a fait enfermer Huey Laforet. Il est corrompu par la famille Runorata.
Natalie Bériam
Seiyū : Miki Itō
La femme du sénateur est gardée en otage à bord du « Flying Pussyfoot » par Chane Laforet et ses hommes, dans le but d'inciter son mari à faire libérer Huey. Elle est sauvée par Nice et Rachel.
Mary Bériam
Seiyû : Saori Gotou
Fille du sénateur. Elle est présente à bord du « Flying Pussyfoot ». Elle échappe à ses agresseurs grâce à Czeslaw Meyer.
Gustavo Baggetta
Seiyū : Seiji Sasaki
Chef des mercenaires de Runorata ; brute épaisse qui, en 1932, tente de retrouver Dallas Genoard pour le compte du parrain des Runorata. Toutes ses tentatives (quêter des informations au « Daily Days », investir la taverne des Gandor, enlever Ève Genoard) échouent tristement. Il est tué par son patron, Don Runorata, pour son insubordination.
Don Bartolo Runorata
Seiyū : Ryūsuke Ōbayashi, Voix française : Franck Adrien
Parrain de la famille Runorata. Intervient lui-même dans la recherche de Dallas, qui lui est finalement livré par les frères Gandor. Il compte s'en servir comme cobaye pour des recherches sur l'immortalité.
Chick Jefferson / Tick Jefferson
Seiyû : Adam Dapkus
Jeune « coiffeur » exerçant ses talents au profit des Gandor. Ses coupes préférées sont celles des membres humains et des artères. Il s'occupe de torturer tous les ennemis des Gandor.
Gretto Avaro
Seiyū : Daisuke Namikawa, Voix française : Justine Hostekint
Alchimiste de l'Advena Avis. Frère de Maiza. Il devient immortel, mais ne survit pas très longtemps.
Sylvie Lumière
Seiyû : Ayahi Takagaki, Voix française : Amandine Longeac
Petite amie de Gretto. Dans un premier temps, en 1711, elle fera semblant de boire l'élixir, ce qui la sauvera de Szilard qui tentera de la manger. Anéantie par la mort de Gretto, elle finira par boire l'élixir quelques années plus tard, puis devient chanteuse.
Ronnie Sukiart (le démon) / Ronny Schiatto (démon)
Seiyû : Nobutoshi Kanna, Voix française : Julien Dutel
C'est le démon invoqué par les alchimistes sur l'Advena Avis. C'est donc lui qui transmet l'élixir d'immortalité à tout l'équipage. Dans l'OAV, on apprend qu'il est en fait un des membres de la famille Martillo, et qu'il veille sur Maiza, conformément au souhait d'Elmer.
Elmer C. Albatross
Seiyū : Oohata Shintarō, Voix française : Waléry Doumenc
Un des immortels originels. Il sourit constamment, et sa seule motivation semble être de redonner le sourire aux autres. Dans l'anime, il rend ainsi une petite visite à Maiza pour le prévenir de l'arrivée en ville de Szilard Quates. Dans l'OAV, il va visiter Huey Laforet en prison.
Carole
Seiyû : Chiwa Saito
Elle n'est présente que dans le premier épisode de l'anime, ainsi que dans l'OAV dont elle signe la conclusion. Assistante de Gustave Saint-Germain, elle tente de faire la lumière sur toutes les aventures contées dans l'anime. On peut la considérer comme la conarratrice de l'histoire, avec Saint-Germain.
Gustave Saint-Germain
Seiyû : Norio Wakamoto, Voix française : Julien Dutel
Directeur adjoint du « Daily Days ». Il a pour assistante Carole qu'il a pour habitude d'évaluer selon un barème bizzaroïde. Il corrige de la sorte les hypothèses avancées par la jeune fille. Il semble être Français.
Graham Specter
Seiyû : Tomokazu Sugita, Voix française : Laurent Pasquier
Il n'apparaît que dans l'OAV. Il est très puissant à la tête d'un petit gang. Il rêve de revoir Ladd Russo qui lui a infligé une correction dans le passé mais qu'il admire. Il prend comme arme deux clés à molettes et a une passion pour démonter et remonter toutes sortes d'objet. En 1931, il apprend qu'un gang présumé similaire au sien serait arrivé en ville peu après lui, et qu'il logerait dans la villa des Genoard, c'est en fait le gang de Jacuzzi. Il décide peu après de capturer Ève Genoard pour demander une rançon à Jacuzzi et le piéger par la même occasion, pour l'offrir à Ladd. Il enlève à cet effet Chane Laforet, qu'il prend à tort pour Ève. Claire Stanfield viendra au secours de sa bien-aimée. Contre lui, Graham est impuissant, bien que sa rage soit décuplée lorsqu'il apprend que Claire a vaincu Ladd quelques jours auparavant.

## Univers

### Le scénario
Prenant Carole et Saint-Germain au mot, Takahiro Omori met volontairement la trame sens dessus dessous[Interprétation personnelle ?] : les trois histoires, déjà relativement complexes à la base, s'entrecroisent dans le désordre le plus complet sur une période s'étendant de 1711 à 2001. Et le choix de mettre en scène un grand nombre de personnages, pour un anime composé de si peu d'épisodes, suit cette approche. Des personnages qui, en grande majorité, sont présents dans au moins deux des trois trames ; mais seuls Isaac Dian et Miria Harvent traversent l'intégralité de l'anime. Pourtant, on ne peut même pas en conclure qu'ils en sont les personnages principaux, à cause de la densité du scénario.
En réalité, les intrigues sont liées par trois éléments :
- Elles impliquent des immortels, et cette spécificité se révèle finalement toujours l'un des nœuds du problème ;
- Elles se déroulent dans le milieu mafieux de l'Amérique des années 1930 ;
- Les protagonistes des différentes histoires se révèlent reliés entre eux ; et des évènements négligeables d'une des trames s'avèrent prépondérants pour une autre.

### L'environnement
L'aspect « New York des années 30 », déjà mentionné, est exploité avec beaucoup de réalisme[Interprétation personnelle ?]. Il est, de plus, renforcé par une bande-son jazzy.
En dépit du grand nombre de protagonistes, la psychologie de chaque personnage est développée, ou au moins esquissée. Et ce corpus psychologique est pour le moins varié, dans la mesure où l'auteur, pour renforcer la folie ambiante, a souhaité des personnages fortement stéréotypés : des personnes naïves gentiment cinglées (comme Miria et Isaac) au mafieux élégant et redoutable combattant (Firo Prochainezo), en passant par les psychopathes sanguinaires (Claire Stanfield et Ladd Russo), le petit caïd loser (Dallas Genoard), le chef de gang froussard (Jacuzzi Splot), la folle des explosions (Nice Holystone), le vieux manipulateur (Szilard Quates), ou encore la belle blonde suicidaire (Lua Klein). [Interprétation personnelle ?]

## Anime
La série a été diffusée du 26 juillet au 1er novembre 2007 et comporte treize épisodes.
En 2008, un OAV de trois épisodes vient apporter une suite à l'anime. Tous les personnages n'y sont pas présents. La plupart n'apparaissent même qu'à titre de clin d'œil (comme Miria, Isaac et Firo, qui étaient pourtant les plus récurrents dans l'anime). L'histoire, qui se déroule juste après l'arrivée à bon port des rescapés du « Flying Pussyfoot » en 1931, se concentre essentiellement sur Chane, Jacuzzi, Nice, Claire, Rachel et un nouveau venu nommé Graham Specter. Specter, un déséquilibré de la trempe de Ladd ou de Claire, veut récupérer la prime qui frappe le « terrible » Jacuzzi Splot. Voyant Chane sortir de l'hôtel où séjourne le jeune gangster, il la prend à tort pour Eve Genoard et l'enlève dans le but d'attirer Jacuzzi dans un piège. Toujours chevaleresque, ce dernier se précipite à son secours et se retrouve rapidement en fâcheuse posture. Mais Claire, alerté de la situation, fait irruption au milieu du combat pour récupérer sa promise.

### Liste des épisodes
| No       | Titre français                                                                  | Titre japonais                                                 | Titre japonais                                                                     | Date de 1re diffusion |
| No       | Titre français                                                                  | Kanji                                                          | Rōmaji                                                                             | Date de 1re diffusion |
| -------- | ------------------------------------------------------------------------------- | -------------------------------------------------------------- | ---------------------------------------------------------------------------------- | --------------------- |
| 1        | Le directeur adjoint ne parle pas de lui en tant que personnage principal       | 副社長は自身が主役である可能性について語らない                 | Fukushachō wa Jishin ga Shuyaku de aru Kanōsei ni tsuite Kataranai                 | 26 juillet 2007       |
| 2        | Le départ du Flying Pussyfoot qui inquiète la vieille dame                      | 老婦人の不安をよそに大陸横断鉄道は出発する                     | Rōfujin no Fuan o Yoso ni Furaingu Pusshīfutto Go wa Shuppatsu Suru                | 2 août 2007           |
| 3        | Randy et Pezzo sont occupés avec les préparatifs de la fête                     | ランディとペッチョはパーティの準備で忙しい                     | Randi to Petcho wa Pāti no Junbi de Isogashii                                      | 9 août 2007           |
| 4        | Ladd Russo prend plaisir à beaucoup parler et beaucoup massacrer                | ラッド・ルッソは大いに語り大いに殺戮を楽しむ                   | Raddo Russo wa Ōini Katari Ōini Satsuriku o Tanoshimu                              | 16 août 2007          |
| 5        | Il pleure et a peur, mais Jacuzzi est très téméraire                            | ジャグジー・スプロットは泣いて怯えて蛮勇を奮う                 | Jagujī Supurotto wa Naite Obiete Banyū o Furuu                                     | 23 août 2007          |
| 6        | Le Rail Tracer perpétue dans le train des meurtres silencieux à la chaîne       | レイルトレーサーは車内を暗躍し虐殺をくりかえす                 | Reiru Toreisa wa Shanai o Anyakushi Gyakusatsu o Kurikaesu                         | 13 septembre 2007     |
| 7        | Tout a commencé sur le Advena Avis                                              | すべてはアドウェナ・アウィス号の船上からはじまる               | Subete wa Adowena Awisu Gō no Senjō kara Hajimaru                                  | 20 septembre 2007     |
| 8        | Isaac et Miria, sans le savoir, rendent les gens heureux autour d'eux           | アイザックとミリアは我知らず周囲に幸福をまきちらす             | Aizakku to Miria wa Wareshirazu Shūi ni Kōfuku o Makichirasu                       | 27 septembre 2007     |
| 9        | Claire Stanfield a fidèlement accompli sa mission                               | クレア・スタンフィールドは忠実に職務を遂行する                 | Kurea Sutanfīrudo wa Chūjitsu no Shokumu o Suikō suru                              | 4 octobre 2007        |
| 10       | Czeslaw Meyer doit changer de plan concernant sa peur des immortels             | チェスワフ・メイエルは不死者の影に怯え策略をめぐらせる         | Chesuwafu Meieru wa Fushisha no Kage ni Obie Sakuryaku o Meguraseru                | 11 octobre 2007       |
| 11       | Chane Laforet s'est terrée dans un mutisme face à deux monstres                 | シャーネ・ラフォレットは二人の怪人を前に沈黙する               | Shāne Raforetto wa Futari no Kaijin o Mae ni Chinmoku suru                         | 18 octobre 2007       |
| 12       | On a mortellement tiré sur Firo et les frères Gandor                            | フィーロとガンドール三兄弟は凶弾に倒れる                       | Fīro to Gandōru Sankyōdai wa Kyōdan ni Taoreru                                     | 25 octobre 2007       |
| 13       | Mortels ou immortels, l'un comme l'autre célèbrent la vie                       | 不死者もそうでない者もひとしなみに人生を謳歌する               | Fushisha mo Sō de nai Mono mo Hitoshinami ni Jinsei o Ōka suru                     | 1er novembre 2007     |
| 14 (OAV) | Graham Spector amour et paix                                                    | グラハム・スペクターの愛と平和                                 | Gurahamu Supekutā no Ai to Heiwa                                                   | DVD                   |
| 15 (OAV) | La bande du jeune voyou a beau être dans une superbe maison, elle reste la même | 高級住宅街に辿り着いた不良少年たちはそれでもいつもと変わらない | Kōkyū Jūtakugai ni Tadoritsuita Furyō Shōnentachi wa sore demo Itsumo to Kawaranai | DVD                   |
| 16 (OAV) | Carol a réalisé qu'il ne peut y avoir une fin à cette histoire                  | 物語に終わりがあってはならないことをキャロルは悟った           | Monogatari ni Owari ga Atte wa Naranai koto o Kyaroru wa Satotta                   | DVD                   |